# Лучший шестой игрок НБА

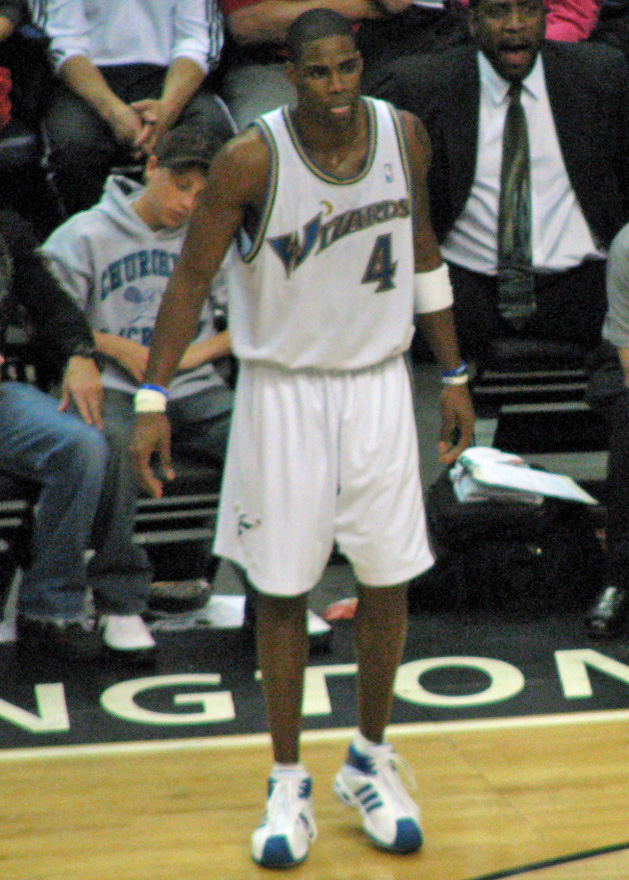
Антуан Джеймисон — лучший шестой игрок в сезоне 2003/04.

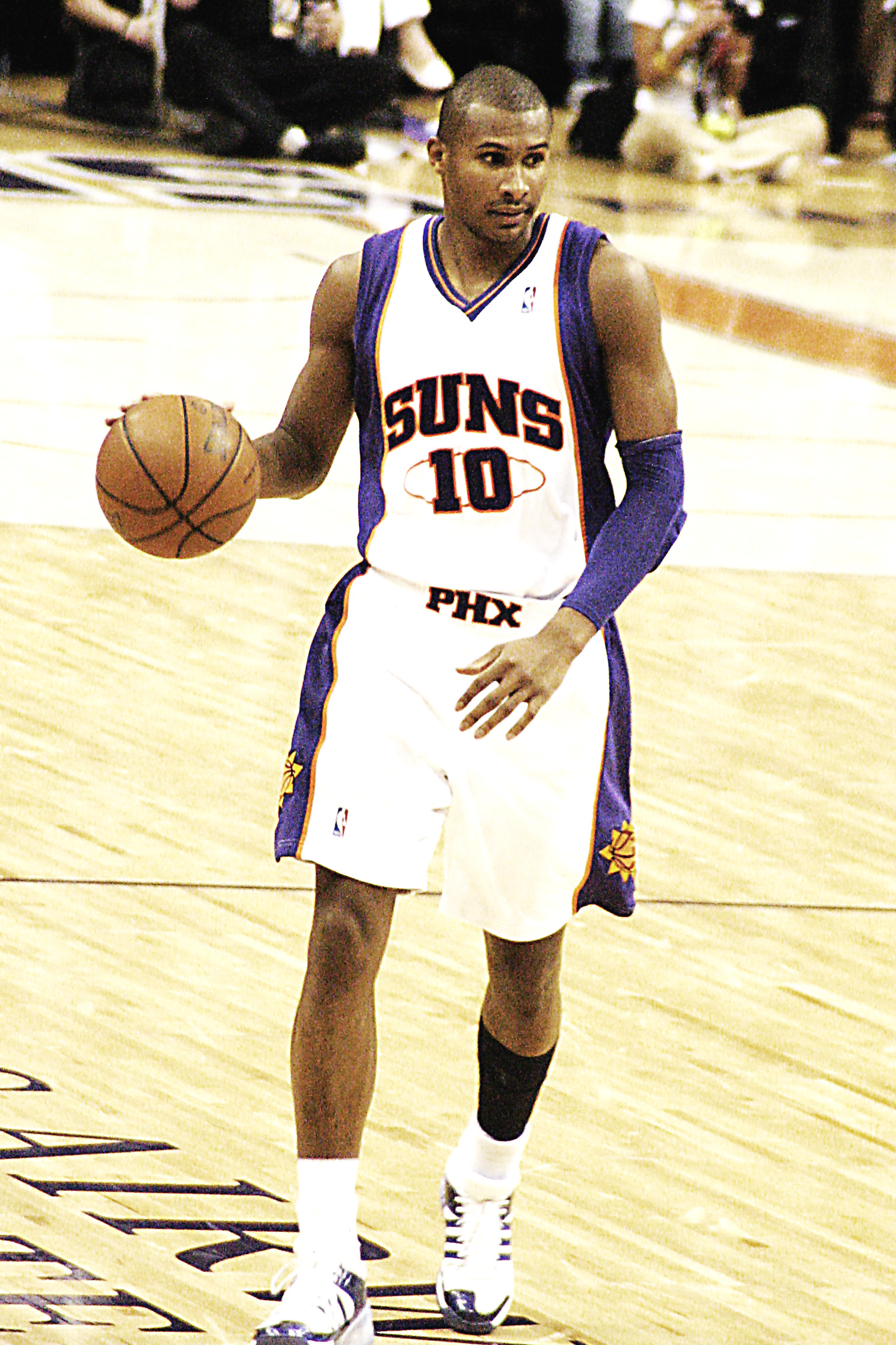
Леандро Барбоза — обладатель титула в сезоне 2006/07.

Приз Лучший шестой игрок Национальной баскетбольной ассоциации  (англ. National Basketball Association's Sixth Man of the Year Award) присуждается лучшему запасному игроку по итогам регулярного сезона. Победителя в этой номинации выбирают 124 журналиста различных телеканалов и печатных изданий США и Канады голосованием за трёх лучших запасных из списка. За первое место начисляется 5 очков, за второе — 3, а за третье — 1. Игрок, набравший наибольшее количество баллов по итогам голосования, признаётся лучшим шестым игроком НБА. Номинанты на эту награду должны сыграть больше игр, выходя на паркет со скамейки запасных, чем в стартовом составе.
С момента учреждения награда присуждалась 34 баскетболистам. Джамал Кроуфорд и Лу Уильямс завоёвывали эту награду три раза, а Кевин Макхейл, Рики Пирс и Детлеф Шремпф — по два раза.
Баскетболисты «Лос-Анджелес Клипперс» выигрывали титул пять раз, а игроки «Финикс Санз» и «Бостон Селтикс» — четыре раза.
Билл Уолтон и Кевин Макхейл — единственные «шестые игроки», избранные в Зал славы баскетбола.
Последним на данный момент носителем титула Лучшего шестого игрока НБА является Малкольм Брогдон. Джинобили, Шремпф, Барбоза, Тони Кукоч и Бен Гордон — обладатели титула, родившиеся за пределами США. Гордон — единственный игрок, выступавший первый сезон в НБА, удостоенный награды.

## Победители
|           | Помечены игроки, выступающие в НБА по сей день |
|           | Избраны в Зал славы баскетбола                 |
| Игрок (X) | Количество титулов Лучший шестой игрок НБА     |

| Год       | Игрок               | Гражданство | Позиция                | Команда                     |
| --------- | ------------------- | ----------- | ---------------------- | --------------------------- |
| 1982/83   | Бобби Джонс         | США         | тяжёлый форвард        | Филадельфия Севенти Сиксерс |
| 1983/84   | Кевин Макхейл       | США         | центрфорвард           | Бостон Селтикс              |
| 1984/85   | Кевин Макхейл (2)   | США         | центрфорвард           | Бостон Селтикс              |
| 1985/86   | Билл Уолтон         | США         | центровой              | Бостон Селтикс              |
| 1986/87   | Рики Пирс           | США         | атакующий защитник     | Милуоки Бакс                |
| 1987/88   | Рой Тарпли          | США         | центрфорвард           | Даллас Маверикс             |
| 1988/89   | Эдди Джонсон        | США         | лёгкий форвард         | Финикс Санз                 |
| 1989/90   | Рики Пирс (2)       | США         | атакующий защитник     | Милуоки Бакс                |
| 1990/91   | Детлеф Шремпф       | Германия    | форвард                | Индиана Пэйсерс             |
| 1991/92   | Детлеф Шремпф (2)   | Германия    | форвард                | Индиана Пэйсерс             |
| 1992/93   | Клифорд Робинсон    | США         | центрфорвард           | Портленд Трэйл Блэйзерс     |
| 1993/94   | Делл Карри          | США         | свингмэн               | Шарлотт Хорнетс             |
| 1994/95   | Энтони Мейсон       | США         | форвард                | Нью-Йорк Никс               |
| 1995/96   | Тони Кукоч          | Хорватия    | лёгкий форвард         | Чикаго Буллз                |
| 1996/97   | Джон Старкс         | США         | атакующий защитник     | Нью-Йорк Никс               |
| 1997/98   | Дэнни Мэннинг       | США         | тяжёлый форвард        | Финикс Санз                 |
| 1998/99   | Даррелл Армстронг   | США         | разыгрывающий защитник | Орландо Мэджик              |
| 1999/2000 | Родни Роджерс       | США         | форвард                | Финикс Санз                 |
| 2000/01   | Аарон Макки         | США         | защитник               | Филадельфия Севенти Сиксерс |
| 2001/02   | Корлисс Уильямсон   | США         | форвард                | Детройт Пистонс             |
| 2002/03   | Бобби Джексон       | США         | разыгрывающий защитник | Сакраменто Кингз            |
| 2003/04   | Антуан Джеймисон    | США         | тяжёлый форвард        | Даллас Маверикс             |
| 2004/05   | Бен Гордон          | США[a]      | комбогард              | Чикаго Буллз                |
| 2005/06   | Майк Миллер         | США         | свингмэн               | Мемфис Гриззлис             |
| 2006/07   | Леандро Барбоза     | Бразилия    | атакующий защитник     | Финикс Санз                 |
| 2007/08   | Ману Джинобили      | Аргентина   | атакующий защитник     | Сан-Антонио Спёрс           |
| 2008/09   | Джейсон Терри       | США         | комбогард              | Даллас Маверикс             |
| 2009/10   | Джамал Кроуфорд     | США         | комбогард              | Атланта Хокс                |
| 2010/11   | Ламар Одом          | США         | тяжёлый форвард        | Лос-Анджелес Лейкерс        |
| 2011/12   | Джеймс Харден       | США         | атакующий защитник     | Оклахома-Сити Тандер        |
| 2012/13   | Джей Ар Смит        | США         | атакующий защитник     | Нью-Йорк Никс               |
| 2013/14   | Джамал Кроуфорд (2) | США         | комбогард              | Лос-Анджелес Клипперс       |
| 2014/15   | Лу Уильямс          | США         | комбогард              | Торонто Рэпторс             |
| 2015/16   | Джамал Кроуфорд (3) | США         | комбогард              | Лос-Анджелес Клипперс       |
| 2016/17   | Эрик Гордон         | США         | атакующий защитник     | Хьюстон Рокетс              |
| 2017/18   | Лу Уильямс (2)      | США         | комбогард              | Лос-Анджелес Клипперс       |
| 2018/19   | Лу Уильямс (3)      | США         | комбогард              | Лос-Анджелес Клипперс       |
| 2019/20   | Монтрез Харрелл     | США         | центровой              | Лос-Анджелес Клипперс       |
| 2020/21   | Джордан Кларксон    | США         | атакующий защитник     | Юта Джаз                    |
| 2021/22   | Тайлер Хирро        | США         | атакующий защитник     | Майами Хит                  |
| 2022/23   | Малькольм Брогдон   | США         | атакующий защитник     | Бостон Селтикс              |
| 2023/24   | Наз Рид             | США         | центровой              | Миннесота Тимбервулвз       |

## Комментарии
- a  Гордон родился в Великобритании, через год после его рождения семья переехала в США. Таким образом Бен имеет двойное гражданство.[5]